# 제16회 청룡영화상
제16회 청룡영화상은 1995년 12월 7일에 열린 시상식이다.

## 수상 및 후보

### 최우수 작품상
- 아름다운 청년 전태일
- 테러리스트 - 선익필름
- 개같은 날의 오후 - 순필름
- 닥터 봉 - 황기성 사단
- 무소의 뿔처럼 혼자서 가라 - 오병철 프로덕션

### 감독상
- 아름다운 청년 전태일 - 박광수 수상
- 마누라 죽이기 - 강우석
- 테러리스트 - 김영빈
- 301 302 - 박철수
- 무소의 뿔처럼 혼자서 가라 - 오병철

### 남우주연상
- 테러리스트 - 최민수 수상
- 마누라 죽이기 - 박중훈
- 헤어 드레서 - 안성기
- 닥터 봉 - 한석규
- 아름다운 청년 전태일 - 홍경인

### 여우주연상
- 닥터 봉 - 김혜수 수상
- 301 302 - 방은진 수상
- 무소의 뿔처럼 혼자서 가라 - 강수연
- 개같은 날의 오후 - 정선경
- 마누라 죽이기 - 최진실

### 남우조연상
- 테러리스트 - 허준호 수상
- 금홍아 금홍아 - 김수철
- 개같은 날의 오후 - 정보석
- 헤어 드레서 - 조형기
- 마누라 죽이기 - 최종원

### 여우조연상
- 개같은 날의 오후 - 송옥숙 수상
- 개같은 날의 오후 - 김보연
- 마누라 죽이기 - 엄정화
- 헤어 드레서 - 지수원
- 손톱 - 진희경

### 신인남우상
- 젊은 남자 - 이정재 수상

### 신인여우상
- 금홍아 금홍아 - 이지은 수상

### 신인감독상
- 개같은 날의 오후 - 이민용 수상

### 촬영상
- 아름다운 청년 전태일 - 유영길 수상

### 기술상
- 헤어 드레서 - 윤정섭 수상

### 각본상
- 301 302 - 이서군 수상

### 인기스타상
- 박중훈 수상
- 정선경 수상
- 최민수 수상
- 최진실 수상

### 한국영화 최다관객상
- 닥터 봉

### 외국영화상
- 희생

### 정영일영화평론가상
- 변인식 수상

### 특별공로상
- 전택이 수상